# Nachal Bartut
Nachal Bartut (hebrejsky נחל ברתות‎) je krátké vádí v Horní Galileji, v severním Izraeli.
Začíná v nadmořské výšce okolo 400 metrů, na západním okraji vesnice Micpe Hila. Směřuje pak rychle se zahlubujícím a zalesněným údolím k severu. Ústí potom zleva do vádí Nachal Kziv, nedaleko od zříceniny hradu Montfort.